# Chính sách thị thực của Cabo Verde

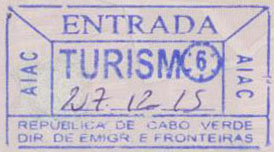
Dấu nhập cảnh Cape Verde

Du khách đến Cabo Verde phải xin thị thực trừ khi họ đến từ một trong những quốc gia được miễn thị thực, chủ yếu là ở châu Phi. Thị thực có thể được xin từ trước tại phái bộ ngoại giao Cabo Verde hoặc tại cửa khẩu ở bất cứ sân bay nào.

## Bản đồ chính sách thị thực

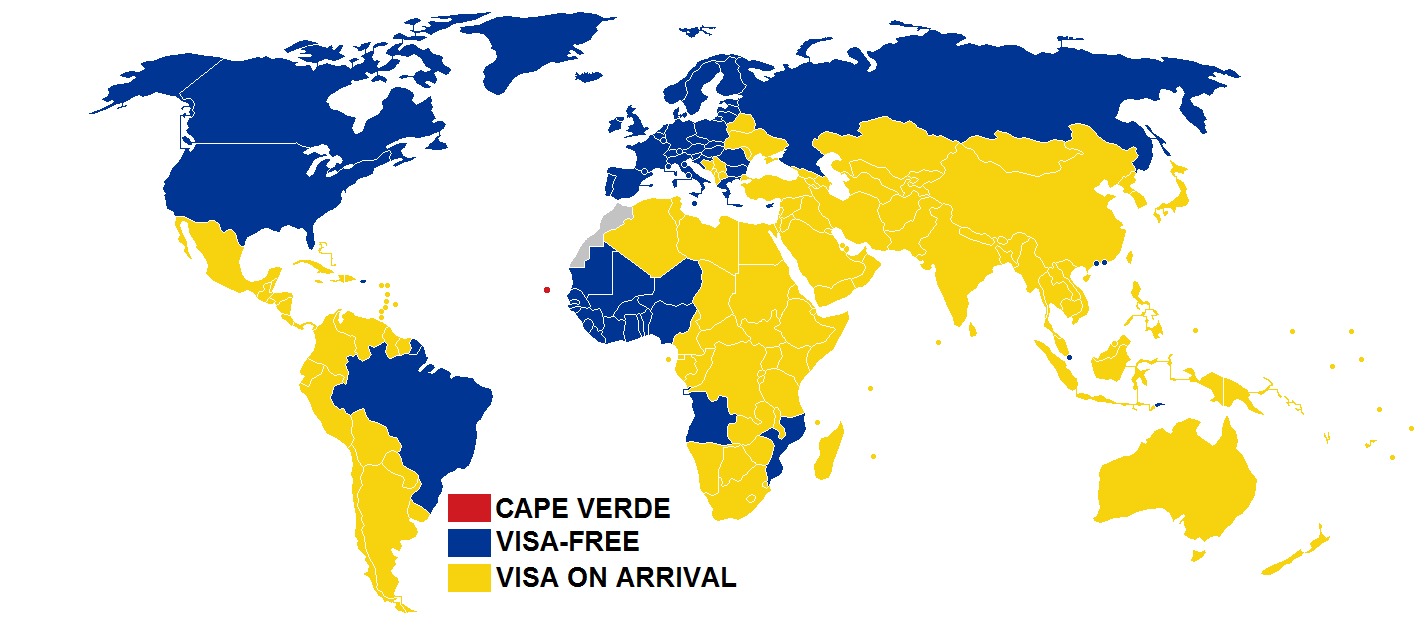
Chính sách thị thực Cabo Verde
Cabo Verde
Miễn thị thực
Thị thực tại cửa khẩu

## Chính sách thị thực
Công dân của 21 quốc gia và vùng lãnh thổ sau có thể đến Cape Verde mà không cần thị thực:
| - Angola - Benin - Burkina Faso - Bờ Biển Ngà - Gambia - Ghana - Guinea-Bissau - Guinea - Hồng Kông - Liberia - Macao | - Mali - Mauritania - Mozambique - Niger - Nigeria - Senegal - Sierra Leone - Singapore - Timor-Leste - Togo |  |

Người sở hữu hộ chiếu ngoại giao và công vụ được miễn thị thực
Miễn thị thực với những cựu công dân của Cape Verde, cùng với vợ/chồng và con cái họ
Cape Verde thông báo miễn thị thực với tất cả  công dân Liên minh Châu Âu bắt đầu từ tháng 5 hoặc 6 năm 2018.

## Thị thực tại cửa khẩu
Du khách từ tất cả các quốc gia có thể xin thị thực tại sân bay quốc tế Sal, Boa Vista, São Vicente hoặc Santiago.